# Дерево жизни (монумент)
Де́рево жи́зни (или Дре́во жи́зни, или Де́рево ска́зок, или Дре́во ска́зок) — одна из достопримечательностей Москвы, установленная в 1996 году в Московском зоопарке на Большой Грузинской улице Пресненского района.

## История
Бронзовая скульптурная композиция «Дерево жизни» — творение скульптора и президента Российской академии художеств Зураба Константиновича Церетели, принимавшего непосредственное участие в реконструкции Московского зоопарка — была открыта 21 ноября 1996 года в Московском зоопарке на Большой Грузинской улице Пресненского района. Монумент пока не имеет постоянного названия. Наиболее известна скульптура как «Дерево сказок» — название, присвоенное директором зоопарка Владимиром Спицыным. Автор монумента дал ему другое название — «Дерево жизни». Довольно часто в обоих названиях памятника употребляется слово «древо».
Композиция была довольно популярна среди детей, которые с удовольствием лазили по ветвям «Дерева жизни», разглядывая всех изображённых существ. Но вскоре администрация прикрепила к скульптуре табличку: «Уважаемые посетители! Скульптура Зураба Церетели „Древо сказок“ не аттракцион, и лазить по ней не рекомендуется!». Впоследствии, для большей надёжности, вокруг композиции проложили дорогу для детского аттракциона-паровозика. Монумент стал своеобразным символом и визитной карточкой для посетителей.
В 2013 году сообщалось, что скульптура может исчезнуть с территории зоопарка. Доказательством послужило высказывание тогдашнего директора Натальи Колобовой о том, что она мечтает об устранении этого монумента. 26 января 2022 года скульптуру наконец демонтировали.

## Описание
Детская тема, главенствующая во всём творчестве Зураба Церетели, была воплощена и в монументе Московского зоопарка, расположившегося среди других скульптур того же автора, созданных по эскизам учащихся Московского художественного лицея.
Шестнадцатиметровая тёмно-серая скульптурная композиция, размещённая неподалёку от пруда, изображает множество героев русских сказок, в том числе из произведений Александра Сергеевича Пушкина, а также обычных представителей животного мира, расположившихся вокруг ствола огромного дуба. Каждая составная часть памятника интересна по-своему и могла существовать вне композиции: здесь запечатлены и леший, и богатыри, и русалка, и жар-птица, и Баба-яга со своей избушкой на курьих ножках, и Василиса Прекрасная, и Черномор, и Руслан, и Царевна-Лягушка, из представителей фауны — слон, лев, крокодил, кабан, бегемот, олень, главенствующий над всеми орёл и другие. Многие из персонажей изображены не в единственном числе. Памятник интересен благодаря необычному сочетанию сказочного и реального.